# Modelleisenbahn Holding
A empresa incorporadora autríaca Modelleisenbahn Holding GmbH, sediada no município de Bergheim, no estado de Salzburgo fundada em 2007, é a empresa holding das empresas de ferromodelismo: Fleischmann (alemã) e Roco (austríaca). 
De acordo com dados da própria companhia, o faturamento em 2014 foi de 50,5 milhões de euros mantendo sua participação de 25% no mercado, como nos anos anteriores.

## Histórico
Depois do pedido de falência em julho de 2005, a Roco buscou auxílio do banco austríaco Raiffeisen Zentralbank e continuou em atividade. Em setembro de 2007, a Roco foi vendida para o empreendedor alemão Franz-Josef Haslberger, e assim conseguiu se recuperar, efetuando vendas no valor de 34,6 milhões de euros. Em novembro de 2007, Franz-Josef Haslberger criou a Modelleisenbahn Holding e incorporou a Roco.
A Fleischmann foi incorporada pela Modelleisenbahn Holding em fevereiro de 2008. Em 30 de junho de 2011, num processo de aquisição de ações pelos administradores, a Modelleisenbahn Holding foi vendida em partes iguais aos antigos gerentes da Fleischmann: Leopold Heher, Roland Edenhofer e Johannes Steinparzer.
As marcas Fleischmann e Roco continuam como companhias independentes no mercado, sendo que a Roco, oferece uma linha completa de modelos na escala HO (1:87), enquanto a Fleischmann vai concentrar sua produção da escala HO nos modelos históricos até 1950, e continuará fornecendo uma linha completa de modelos na escala N (1:160).